# David Morris (snookerzysta)
David Morris (ur. 27 listopada 1988 w Kilkenny, Irlandia) – irlandzki snookerzysta.

## Kariera
W wieku 16 lat zagrał w ćwierćfinale Snookerowych Mistrzostw świata do lat 21. Trzykrotnie zdobył mistrzostwo kraju (2004–2006). Dzięki zwycięstwu w 2004 roku, Morris stał się najmłodszym zwycięzcą tych rozgrywek.
W Main Tourze występuje od 2006.
Największe jego osiągnięcie w sezonie 2006/2007 to dwukrotne miejsce w najlepszej 64. turniejów rankingowych.
Najlepszy wynik tego zawodnika w sezonie 2007/2008 to dojście do najlepszej 48. turnieju UK Championship, gdzie został pokonany przez Dave’a Harolda (w poprzednim sezonie pokonał tego zawodnika podczas kwalifikacji do Welsh Open).
W sezonie 2008/2009, w kwalifikacjach do Bahrain Championship, Morris pokonał swoich rodaków: Rodneya Gogginsa i Adriana Gunnella. Doszedł do ostatniej, czwartej rundy, w której przegrał z Michaelem Holtem 0-5, zdobywając z całym spotkaniu zaledwie 10 punktów (najmniej w meczu do 5 zwycięstw od 1992 roku).

## Statystyka zwycięstw

### Nierankingowe
- Lucan Racing Irish Classic, 2007